# Корпорація Amorepacific
Корпорація Amorepacific — це південнокорейська косметична компанія chaebol, яка керує більш ніж 30 брендами краси, особистої гігієни та здоров’я, включаючи Sulwhasoo, Laneige, Mamonde, Etude House, AMOREPACIFIC та Innisfree.  Фірма була заснована в 1945 році Су Сон Воном. Сьогодні нею керує син засновника Су Кюн Бе. Це друга за величиною косметична компанія в Південній Кореї та одна з 10 найбільших косметичних компаній у світі.  

## Бренди
- Aestura[5]
- Amorepacific
- Amos Professional
- Aritaum[6]
- Dantrol
- Espoir
- Etude House
- Fresh Pop
- Goutal Paris
- Hanyul
- Happy Bath
- HERA
- ILLIYOON
- Innisfree (бренд)
- IOPE
- Laneige
- LIRIKOS
- Makeon
- Mamonde
- Median
- MIRAEPA
- Mise-en-Scène
- Odyssey
- Osulloc
- Primera
- Ryo
- Songyeum
- Sulwhasoo
- Vital Beautie
- EASY PEASY
- Bro & Tips
- Be Ready